# Ian Clough
Ian Stewart Clough (ur. 1937 w Baildon (Yorkshire), zm. 30 maja 1970 pod Annapurną w Himalajach) – brytyjski wspinacz, alpinista i himalaista.

## Życiorys
Z wykształcenia dziennikarz, z czasem stał się zawodowym alpinistą, ratownikiem górskim, instruktorem wspinaczki mającym setki wychowanków, autorem popularnego przewodnika po szkockich wspinaczkach zimowych. Kierował głównym ośrodkiem sportów górskich w Szkocji, Glencoe School of Mountaineering (co było wyjątkowym docenieniem, gdyż był Anglikiem).
Wspinał się od końca lat 50. i dokonał wielu pierwszych przejść w górach Szkocji, zwłaszcza zimowych, np. w dolinie Glen Coe, na wyspie Skye i w Górach Kaledońskich (zw. Highlands). Od 1953 wspinał się w Alpach i Dolomitach, z czasem gromadząc imponujący wykaz przejść wielkich dróg alpejskich i okazując się jednym z najlepszych wspinaczy brytyjskich ówczesnego młodego pokolenia. Od przełomu lat 1962/1963 uczestniczył w wyprawach do Patagonii i od 1964 w Himalaje.
Clough stał się szerzej znany w świecie za sprawą udziału w pierwszym przejściu filara Frêney na Mont Blanc w 1961 r., z Chrisem Boningtonem, Don Whillansem i Janem Długoszem (pasjonowały się tym media zwłaszcza krajów alpejskich, z racji rywalizacji alpinistów francuskich i włoskich oraz głośnej wcześniejszej tragedii). Szedł tam w jednej dwójce z Długoszem, dzięki którego relacjom oraz uwiecznieniu w książce Komin Pokutników (wyd. 1964 i poszerzone od 1994, opowiadanie Świecznik Filara Frêney) stał się też znany wspinaczom w Polsce.
W 1970 brał udział w przełomowej wyprawie na licząca blisko 3000 m południową ścianę Annapurny, kierowanej przez Boningtona i skupiającej czołówkę anglosaskich wspinaczy. Wyprawa ta dokonała pierwszego w historii przejścia wielkiej i trudnej ściany w Himalajach (Clough był z Boningtonem w kolejnej dwójce, wysoko towarzyszącej dwójce zdobywców). W trakcie likwidacji wyprawy i pewnego odprężenia, w uczęszczanym terenie u podnóży ściany, którym wspinacze kończyli znosić sprzęt, na Clougha spadł lodowcowy blok (serak). Przedwczesna śmierć kompletnie zmieniła nastrój wyprawy i dopełniła legendy.
Upamiętniono go w bazie (Annapurna Base Camp, 4100 m), początkowo prowizorycznym napisem wykutym w kamieniu, od 1999 solidną  tablicą pamiątkową (co zorganizował jego kolega z młodości, Kelvin Kent).
Jeden z budynków w Baildon, rodzinnym mieście Clougha, na jego cześć nazwano "Ian Clough Hall".
Bonington zadedykował Cloughowi swą książkę z 1971 r. o zdobyciu pd. ściany Annapurny słowami "To IAN CLOUGH, who gave so much" (Ianowi Cloughowi, który dał tak wiele).
Jego żona Nikki Clough także zajmowała się wspinaczką, np. aktywnie uczestniczyła w wyprawie do Patagonii w 1968, czy też pokonała wraz z mężem pn. ścianę Matterhornu, w chwili jego śmierci była na innej wyprawie w Himalajach. Ich córka Jenny mieszka w Lancashire.

## Wybrane wspinaczki
- Ben Nevis, Five Point Gully (tzw. Żleb 0.5), 1 przejście zimowe, 1959 (jeszcze w stylu oblężniczym, 6 dni z poręczowaniem ok. 300 m lin, za co był bardzo krytykowany i co zmienił[1])
- Filar Frêney na Mont Blanc, 1961, z Chrisem Boningtonem, Janem Długoszem i Don Whillansem.
- Eiger, 1962, pierwsze brytyjskie przejście ściany (z Boningtonem)
- Am Buachaille (przybrzeżna kolumna skalna w Szkocji), 1962, 1 wejście, z Tomem Pateyem

Wyprawy
- 1962/63, Torres del Paine w Patagonii, Torre Paine del Norte, 3 wejście na szczyt, partner Derek W. Walker (w ramach wyprawy która dokonała 1 wejścia na Torre Central)
- 1964, Gauri Sankar, 7134 m próba 1 wejścia (ścianą NW do wys. ok. 7045 m), z Dennisem Grayem i Don Whillansem
- 1967/68, Torres del Paine, szczyt Fortalezza (ang. Fortress, czyli Forteca), 1 wejście na szczyt (był kierownikiem wyprawy)
- 1970, Annapurna 8091 m, południową ścianą (szczyt osiągnęli Dougal Haston i Don Whillans, wyprawą kierował Bonington). Wejście to stanowiło przełom – otworzyło epokę wejść wielkim ścianami w Himalajach. Clough zginął w lodowej lawinie u samego wejścia w ścianę (na wys. nieco ponad 5000 m między obozem I a II), 3 dni po zdobyciu szczytu, gdy rozpoczęto likwidację wyprawy[2].

## Publikacje
- Ian Clough, Don Whillans, Central Tower of Paine, "American Alpine Journal" (AAJ), rocznik 1964, s. 86-90.
- Ian Clough, Ben Nevis and Glencoe. Guide to winter climbs, Cicerone Press, Milnthorpre, 1 wyd. 1969, 2 wyd. 1971, wiele wznowień (np. 1972 uaktualnione przez Hamisha MacInnesa, ISBN 0-902363-03-4).